# The Danger Girl (film 1916)
The Danger Girl è un cortometraggio muto del 1916 diretto da Clarence G. Badger e interpretato da Bobby Vernon, Gloria Swanson e Helen Bray.

## Produzione
Il film, con il titolo di lavorazione Love on Skates, fu prodotto dalla Keystone Film Company.

## Distribuzione
Distribuito dalla Triangle Distributing, il film - un cortometraggio in due rulli - uscì nelle sale cinematografiche statunitensi il 13 agosto 1916.
Copie della pellicola si trovano conservate negli archivi di collezioni private. Il film è stato distribuito in DVD nel 2007 dalla Passport Video e nel 2010 dalla Alpha Video.